# Soukananh Thongsing
Soukananh Thongsing (ur. 23 czerwca 1988) – nowozelandzki zapaśnik walczący w obu stylach. Ćwierćfinalista igrzysk Wspólnoty Narodów w 2014. Pięciokrotny medalista mistrzostw Oceanii w latach 2013 - 2016. Drugi w mistrzostwach Oceanii w zapasach plażowych w 2013 roku.